# Manuel Martín Cuenca
Manuel Martín Cuenca (Almería, 30 novembre 1964) è un regista e sceneggiatore spagnolo.
Nel 2014 il suo film Caníbal è stato candidato al Premio Goya per il miglior film.

## Biografia
Manuel Martín Cuenca nacque a El Ejido il 30 novembre 1964, dove trascorse la sua infanzia e giovinezza. Studiò filologia spagnola all'Università di Granada e si laureò in Scienze dell'Informazione all'Università Complutense di Madrid nel 1989.
Nel 1988 iniziò a lavorare professionalmente nel cinema come aiuto regista, sceneggiatore e regista di reparto, collaborando con registi come Felipe Vega, Alain Tanner, Mariano Barroso, José Luis Cuerda, Icíar Bollaín e José Luis Borau, tra gli altri. Nel 1999 iniziò a scrivere e dirigere i suoi film, sia nel genere documentario che in quello di finzione. Durante quegli anni lavorò anche come docente di regia e recitazione in diverse scuole di cinema in Spagna e a Cuba. Inoltre, collaborò con vari giornali e pubblicazioni, e scrisse un romanzo e diversi libri sul cinema.

## Filmografia
- El día blanco (1990) cortometraggio
- Hombres sin mujeres (1999) cortometraggio
- Nadie (Un cuento de invierno) (2000) cortometraggio
- El juego de Cuba (2001) documentario
- Cuatro puntos cardinales (segmento Españoles por vía de sangre) (2002)
- La flaqueza del bolchevique (2003)
- Madrid 11M: Todos íbamos en ese tren (2004)
- Malas temporadas (2005)
- El tesoro (2008) film per la televisione
- Últimos testigos (2009) documentario
- La mitad de Óscar (2010)
- Caníbal (2013)
- Il movente (El autor) (2017)
- El amor de Andrea (2023)